# Língua temiar
Temiar é uma língua Asliana (Mon–Khmer]) falada no oeste da Malásia por cerca de 15 mil pessoas do povo Temiar (pop. Total 25 mil – 2008).  Os Temiar são um maiores grupos dentre os povos Aslianos, mas não se sabe exatamente quantos ainda falam a sua língua.